# مطهره اسدی
مطهره اسدی (متولد ۲ اسفند ۱۳۸۲ در قائم‌شهر) شطرنج‌باز ایرانی است.
وی در هشت سالگی و در مسابقات قهرمانی نوجوانان جهان با کسب ۱۰ پیروزی و تنها یک تساوی، موفق شد عنوان قهرمانی جهان را به خود اختصاص دهد. این مسابقات در رده‌های سنی ۸ تا ۱۸ سال در شهر ماریبور کشور اسلوونی برگزار شد، و جام قهرمانی مطهره اسدی توسط استاد بزرگ گری کاسپاروف اهدا شد.

درباره وی گفته:
در نخستین مسابقه اش در شهر بابل آن زمان که چهار سال و خرده‌ای بیشتر نداشت، وقتی حریف هشت ساله مهره وزیر او را می‌زند از شدت ناراحتی مهره را به سر حریف می‌کوبد.

پدر مطهره اسدی در گفتگو با مهر می‌گوید:
مطهره آدابی برای خودش دارد و در همه بازیها این کارها را می‌کند. در آخرین مسابقه طبق عادت همیشگی قبل از انجام بازی وضو می‌گیرد، آیة الکرسی می‌خواند و قرآن را باز می‌کند و چون این کار را همیشه تکرار می‌کند، حریفان و مربیان آنها به این کار او اعتراض می‌کنند.

## رنکینگ جهانیدر رده‌های سنی
تا مهر ۱۳۹۸؛
- رتبه ۱۸ در رده سنی زیر ۱۶ سال در جهان.[۸]
- رتبه ۷ در رده سنی زیر ۱۶ سال در آسیا.[۱]
- رتبه ۱ در رده سنی زیر ۱۸ سال در ایران.[۹]